# Торањ Монпарнас
Торањ Мен-Монпарнас (Кула Мен-Монпарнас), такође уобичајено назван Торањ Монпарнас, је пословни облакодер висине 210 м, који се налази у области Монпарнас у Паризу, у Француској. Изграђен од 1969. до 1973. године, био је највиши облакодер у Француској до 2011. године, када га је надмашио Торањ Први (Tour First) са 231 м. И даље је највиша зграда у Паризу изван пословне четврти Дефанс. Фебруара 2020, то је 14. највиша зграда у Европској унији. Кулу су пројектовали архитекти Ежен Бодуа, Ирбан Касан и Луј Ојм де Маријан, а саградио Кампенон Бернар. 21. септембра 2017. године, Нувел АОМ је победио на конкурсу за редизајн фасаде зграде.

## Опис
Изграђена на врху метро станице Монпарнас - Бјаннвену Париског метроа, зграда има 59 спратова.
На 56. спрату, на 200 метара од тла, налази се ресторан под називом le Ciel de Paris, и тераса на последњем спрату, отворена за јавност за разгледање града.
Поглед покрива радијус од 40 км; може се видети како авион полеће са аеродрома Орли.
Заштитна ограда, на коју су причвршћене разне антене, може се пнеуматски спустити.

## Компаније у торњу
Кулу углавном заузимају канцеларије. У торњу су се сместиле разне компаније и организације:
- Међународна унија архитеката, осигуравајуће компаније Акса и ММА, рударска и металуршка компанија Ерамет, Ал Џазира
- Политичке странке су користиле канцеларије за кампање, попут Франсоа Митерана 1974, РПР-а крајем 70-их, La République En Marche! Емануела Макрона 2016. године, Беноа Амона од 2018. године
- Претходно је на торњу Мен-Монпарнас било извршно руководство компаније Accor.[5]

56. спрат са терасом, баровима и рестораном коришћен је за приватне или јавне догађаје. Током 80-их и 90-их, национална лутрија уживо додељена је на ТФ1 (Télévision française 1) са 56. спрата.

## Пењање на торањ
Француски урбани пењач Ален "Спајдермен" Робер, користећи само голе руке и ноге и без било каквих сигурносних уређаја, два пута се попео спољним стакленим и челичнм зидом зграде на врх, 1995. и 2015.
Његово достигнуће поновио је пољски пењач Марсин Банот 2020. године. Од средине пута био је у пратњи спасиоца на ужету, али Марсин је одбио да повеже сигурносно уже и попео се на врх без икакве помоћи. 

## Критика
Једноставна архитектура куле, велике пропорције и монолитни изглед често су критиковани због тога што се не уклапају у париском урбаном пејзажу. Као резултат тога, две године након завршетка изградње забрањена је градња зграда са више од седам спратова у центру града.
Дизајн торња претходи архитектонским трендовима модернијих облакодера данас који су често дизајнирани да обезбеде прозор за сваку канцеларију. Само канцеларије око периметра сваког спрата овог торња имају прозоре.
Каже се да осматрачница куле ужива у најлепшем погледу у целом Паризу, јер је то једино место са којег се торањ не може видети.
Анкета уредника туристичког водича Virtualtourist из 2008. године прогласила је зграду другом најружнијом зградом на свету, иза Градске куће Бостон у Сједињеним Државама.

## Контаминација азбестом
2005. године студије су показале да кула садржи азбестни материјал. Када се удише, на пример током поправки, азбест је канцероген. Мониторинг је открио да су законске границе влакана по литру премашене и да су, бар једном приликом, достигле 20 пута већу од законске границе. Због здравствених и правних разлога, неки станари напустили су своје канцеларије у згради.
Проблем уклањања азбестног материјала из велике зграде коју користе хиљаде људи јединствен је. Предвиђено време завршетка уклањања наведено је као три године. Након скоро три године кашњења, уклањање је започело 2009. године, упоредо са редовним радом зграде. 2012. године пријављено је да је кула Мен-Монпарнас 90% без азбеста.

## Галерија
- Највише грађевине у Паризу
- Улаз ка видиковцу на торњу
- Осматрачница на торњу Монпарнас
- Ресторан на торњу Монпарнас